# Schmale Straße 33 (Quedlinburg)

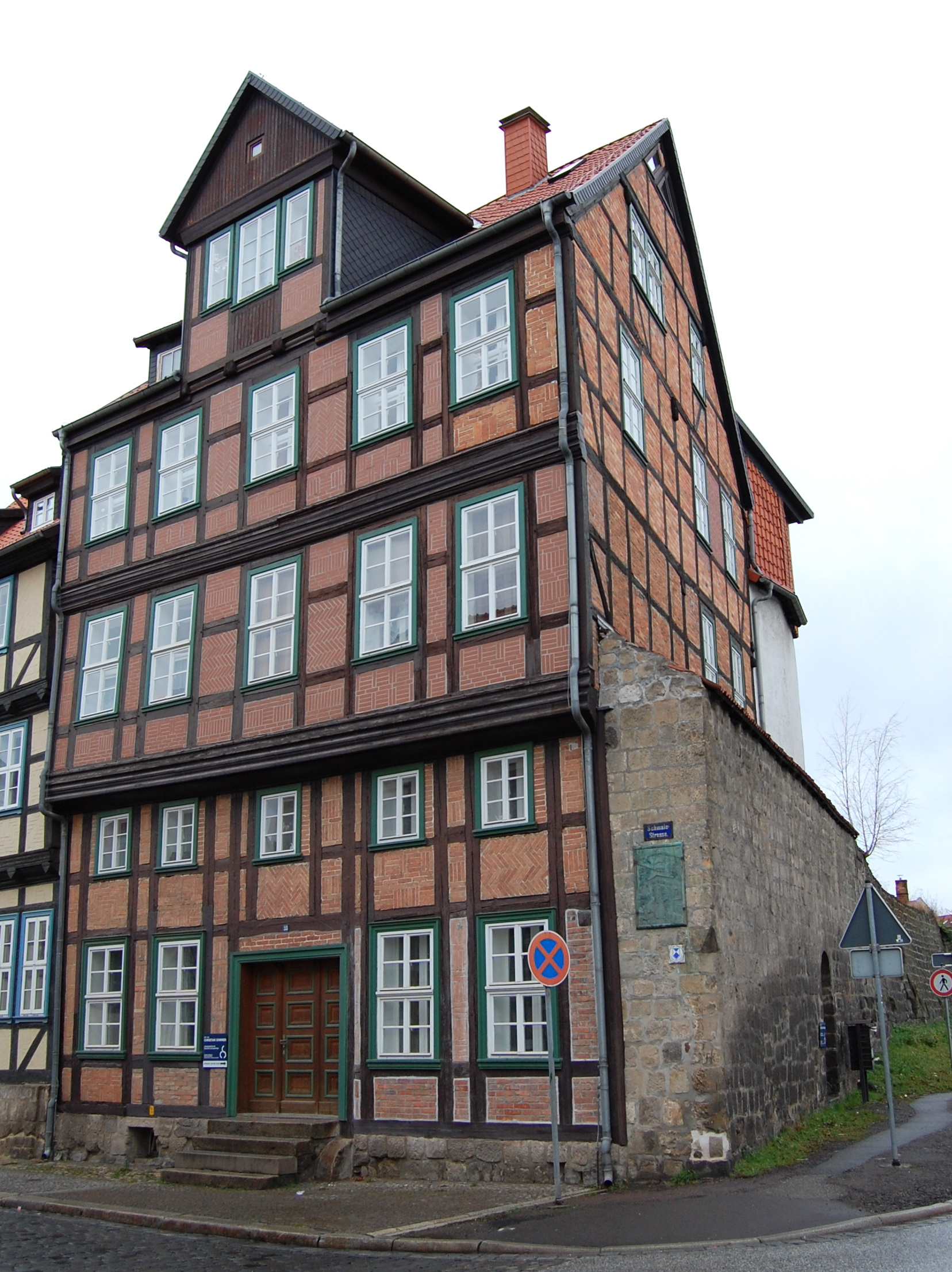
Wohnhaus Schmale Straße 33

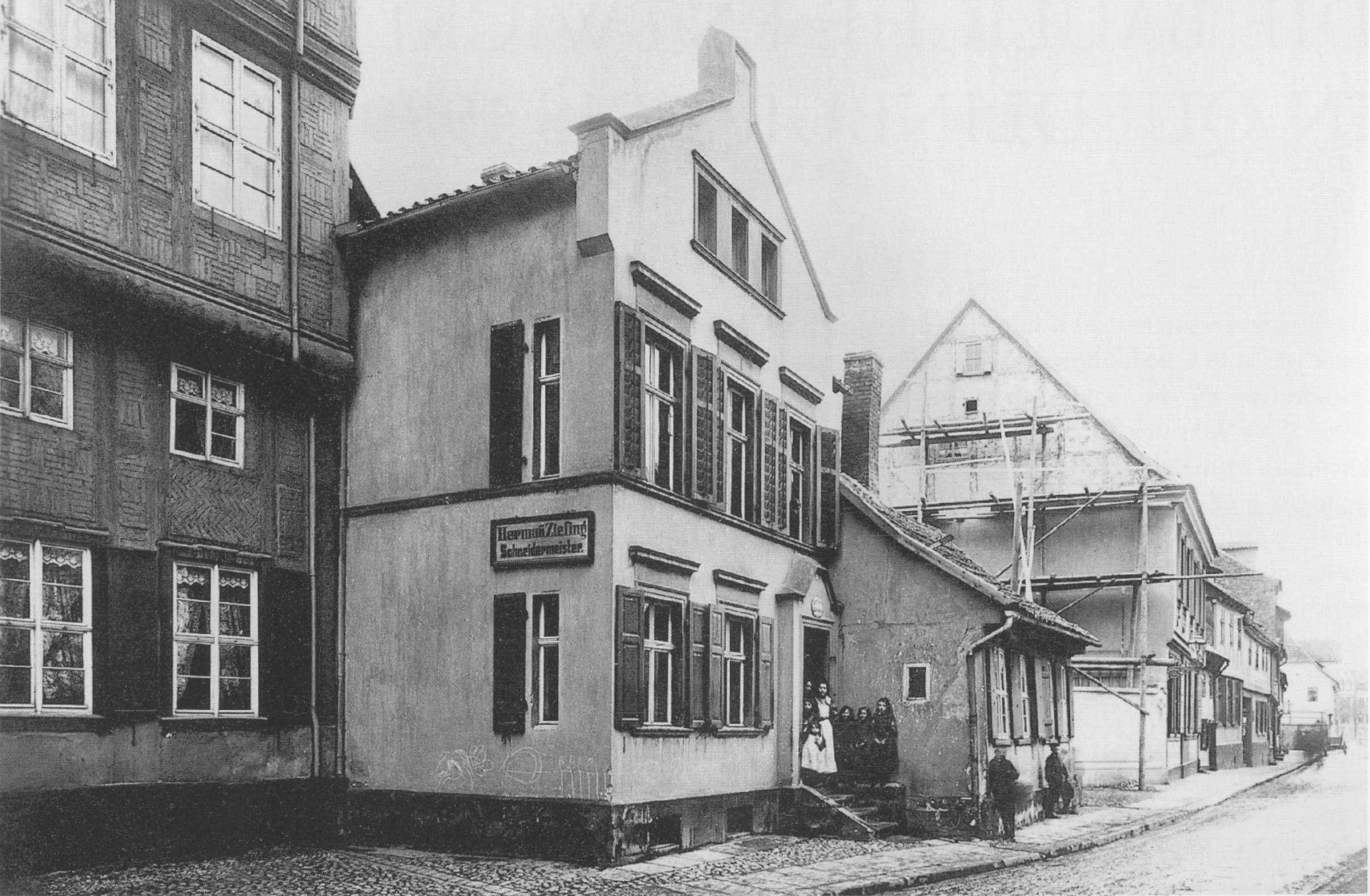
Straßensituation im Jahr 1906, links das Haus Schmale Straße 33

Der Fachwerkbau Schmale Straße 33 ist ein denkmalgeschütztes Wohnhaus in der Stadt Quedlinburg in Sachsen-Anhalt.

## Lage
Das Haus befindet sich im nördlichen Teil der historischen Quedlinburger Altstadt, am nördlichen Ende der Schmalen Straße an der Einmündung auf die Donndorfstraße. Das im Quedlinburger Denkmalverzeichnis eingetragene Gebäude gehört zum UNESCO-Weltkulturerbe.

## Architektur und Geschichte
Das dreigeschossige Fachwerkhaus wurde um 1740 im Stil des Barock unmittelbar an der nördlichen Stadtmauer errichtet. Der Nordgiebel des Hauses erhebt sich über die Stadtmauer. Im unteren Bereich des Gebäudes befindet sich ein Zwischengeschoss. Zur Straßenseite hin ist ein Zwerchhaus eingefügt. Die Gefache des Fachwerks weisen Zierausmauerungen und Profilbohlen auf.
Die heutige Ecksituation zur Donndorfstraße bestand ursprünglich nicht und entstand erst mit dem Durchbruch der Donndorfstraße im 20. Jahrhundert.